# Shady Cove
Shady Cove est une ville du comté de Jackson, dans l'Oregon, aux États-Unis. Elle est située dans la vallée du Rogue.